# Шнайдер, Эжен
Жозе́ф Эже́н Шнайде́р (фр. Joseph Eugène Schneider; 29 марта 1805 — 27 ноября 1875) — французский политик и промышленник, основатель компании Schneider et Cie (Шнайдер и Ко) в Ле-Крезо. Председатель Нижней палаты парламента Франции (Законодательного корпуса) со 2 апреля 1867 г. до 4 сентября 1870 г.
Двоюродный брат военного министра Виржиля Шнайдера

## Биография
Шнейдер родился 29 марта 1805 г. в Бидестрофе, в департаменте Мозель, Франция.
В 1836 г. вместе с братом Адольфом возглавил сталелитейную и кузнечную компанию в Ле-Крезо, которая стала называться "Братья Шнейдеры и Ко. (Schneider frères et Cie). Братья провели модернизацию цехов, внедрив английские машины и механизировав производство. После смерти Адольфа компания была переименована в Schneider et Cie (Шнейдер и Ко).
Депутат от департамента Соны и Луары в 1845-1870 гг.
Министр сельского хозяйства и торговли с января по апрель 1851 г.
Президент Генерального совета Соны-и-Луары в 1852-1869 г.
Член совета Банка Франции в 1854-1875 гг.
Президент союза кузнечной индустрии в 1864-1868 гг.
Мэр Ле-Крезо в 1866-1870 гг.
Шнейдер получил монополию на поставку оружия французскому правительству, поставлял материалы для строительства железных дорог.
Кавалер ордена Почётного Легиона.
Эжен Шнейдер умер 27 ноября 1875 г. в Париже. Похоронен на кладбище Сен-Шарль в Ле Крезо (Cimetière Saint-Charles).
Его имя внесено в список величайших учёных Франции, помещённый на первом этаже Эйфелевой башни.